# Hylonympha
Hylonympha is een geslacht van vogels uit de familie kolibries (Trochilidae) en de geslachtengroep Lampornithini (juweelkolibries). Er is één soort:
- Hylonympha macrocerca – Bosnimfkolibrie